# Quintus Articuleius Paetus
Quintus Articuleius Paetus est un sénateur romain des Ier et IIe siècles, consul en 78 (suffect) et 100.

## Biographie
Sa famille est quasiment inconnue, mais deux membres de la gens sont sénateurs, père et fils, du temps d'Auguste, au moment où ce dernier décide de réduire le Sénat de neuf à six cents membres.
Il est consul suffect en 78 à la fin du règne de Vespasien.
Plus tard, Domitien fait de lui un membre du comité du Sénat chargé de superviser l'approvisionnement en eau de Rome conjointement au curateur des eaux,.
En l'an 101, il est consul ordinaire avec l'empereur régnant Trajan. Il laisse son nom à un sénatus-consulte, dit Articuléien, qui prévoit que la liberté laissée par fidéicommis est sous la juridiction du gouverneur de province, même si l'héritier est d'une province différente.
Par ailleurs, un Quintus Articuleius Paetinus est consul ordinaire en 123.